# 光棍节
光棍节（11月11日），是流行于中國大陆地區的非官方、非传统节日、非正式娱乐性节日，以自己仍是单身一族为傲（「光棍」的意思便是「单身」）。它起源于网络文化和校园文化，此前也被称为光光节。同时又因為曖昧的男女可以在這一天暗示自己單身，这一天也是众多单身男女为脱离光棍状态而举办交友聚会活动的日子，因此又同时是脱光节（義為「脫離光棍單身的節日」）。与此同时，也是各大商家（特别是线上购物）以脱光（買光）为由打折促销的时期。從2009年11月11日開始，购物网站淘寶及其子品牌天貓為首的商家将该日宣傳為「双十一狂歡購物節」，随后其他網絡电商也纷纷加入，光棍节逐渐演变成犒賞自己的网络购物节日。

## 来历
光棍节是非官方、非传统节日，盛行于网络及民间。它的来历有多种说法，广为认可的是起源于南京大学。1993年，南京大学「名草无主」寝室四个大四学生每晚举行「卧谈会」，一段时间卧谈的主题都是讨论如何摆脱光棍状态，卧谈中创想出了以即将到来的11月11日（数字1象征「单身」）作为「光棍节」来组织活动。从此，光棍节逐渐发展成为南京高校以至各地大学里的一种校园趣味文化。随着一批批学子告别校园，这个节日被渐渐带入社会，并随着成年单身男女群体的庞大，以及群体活动和网络媒体的传播，光棍节在社会流行开来，并由光棍节发展出了「脱光节」，出社會的男女藉由大聲表達單身，反其道而行來積極招募對象。

## 活動
光棍节这一天没有固定的庆祝方式和规范的仪式，不同人群会以不同方式庆祝这一节日。但庆祝活动主要集中在聚会、狂欢、购物、相亲或结婚等几个方面。在饮食方面常常以2根油条1个鸡蛋或4根油条1个面包作为节日套餐；购买有“光棍”“1111”象征意义符号的物品收藏或赠送，如以筷子作为节日礼物赠送；在短信及微博、微信等社交平台互发以“光棍”“脱单”为主题的笑话、祝福等；有为脱离单身状态而参加交友或相亲活动的，被称作为“脱光”；已婚人群又以具有两对偶的4個1代表「一夫一妻，一双一家」和「一生一世，一心一意」而以11月11日这一天作为夫妻“忠偶节”来庆祝，而不少新人特意选在这天领证结婚。有些青年人则将这一天祝贺当作自己可以脱离父母的照顾和资助而能够自食其力自己独立生活的日子。同时，各种企业特别是电子商务企业有许多相关的商业促销及优惠活动。

### 類似假期
- 黑色情人節
- 黑色星期五 (購物)
- 網路星期一
- 節禮日
- 單身者留意日
- 不消費日